# 玉鼎真人
玉鼎真人（ぎょくていしんじん）は、中国明代に成立した神怪小説『封神演義』に登場する仙人。崑崙十二大師の一人。
玉泉山・金霞洞の主。楊戩の師。十絶陣の戦いで他の兄弟弟子と共に西岐を訪れ、姜子牙たちに助力した。十絶陣は破らなかったが、黄竜真人が捕虜になった際に、楊戩に助けに行くよう命じている。
呂岳が疫病を撒いた際に黄竜真人と共に下山し、楊戩に火雲洞に向かうよう指示したり、呂岳の弟子の一人である朱天麟を斬仙剣で倒すなどして周軍に助力した。誅仙陣・万仙陣の戦いでは兄弟弟子たちと共に戦った。